# Pseudeusemia bursadoides
Pseudeusemia bursadoides là một loài bướm đêm trong họ Geometridae.